# داستان یک لاک‌پشت: ماجراهای سامی
داستان یک لاک‌پشت: ماجراهای سامی (انگلیسی: A Turtle's Tale: Sammy's Adventures) همچنین به صورت بین‌المللی با نام ماجراهای سامی: راز سفر دریایی (انگلیسی: Sammy's Adventures: The Secret Passage) نیز شناخته می‌شود، فیلم سه‌بعدی پویانمایی رایانه‌ای انگلیسی‌زبان بلژیکی-فرانسوی سال ۲۰۱۰ در ژانر عاشقانه ماجراجویی به نویسندگی و کارگردانی بن استاسن است. این فیلم در ۶ ژوئن ۲۰۱۰ در کالیفرنیا و ۱۱ اوت ۲۰۱۰ در فرانسه منتشر شد. ورژن بریتانیایی با صداگذاری دومینیک کوپر، جما آرترتون، جان هرت، کیوان نواک و رابرت شیهان؛ و ورژن آمریکایی با صداگذاری یوری لاونتال، آنتونی اندرسون، تیم کوری، کتی گریفین، ملانی گریفیث و جنی مک‌کارتی است. رامین جوادی موسیقی این فیلم را بر عهده داشته‌است.

## بازخورد
در وبگاه جمع‌آوری نقد راتن تومیتوز، ٪۴۴ از ۱۸ بررسی منتقدان مثبت است و میانگینِ امتیاز آن ۴٫۵/۱۰ است.

## دنباله
دنبالهٔ این فیلم با نام داستان یک لاک‌پشت ۲: فرار سامی از بهشت که در بریتانیا با نام فرار بزرگ سامی (انگلیسی: Sammy's Great Escape) نیز شناخته می‌شود، در ۱۵ اوت ۲۰۱۲ در بلژیک منتشر شد.